# Pomník Josefa II. (České Budějovice)
Pomník císaře Josefa II. v Českých Budějovicích byla bronzová busta na mramorovém podstavci v parku Sady v Českých Budějovicích. Byla odhalena v roce 1883 a přesně po 35 letech byla v roce 1918 stržena. 

## Popis a historie
Českobudějovický pomník Josefa II. nechal postavit tamní Německý politický spolek. Bronzovou bustu císaře vytvořil vídeňský sochař Viktor Oskar Tilgner (1844–1896). Busta byla umístěna v centrální části parku, mezi ulicemi Kněžská a U Černé věže, na mramorovém podstavci s nápisem „Dem Schätzer der Menschen KAISER JOSEF II.“; nápis byl chybný, místo správného „Schützer“ (ochránce) v něm bylo slovo „Schätzer“ (odhadce), tedy česky nápis zněl „Odhadci lidu císaři Josefu II.“ – pomník byl přesto 28. října 1883 odhalen, slavnostního průvodu se zúčastnilo asi 5 000 lidí. Podrobnou zprávu o tom přinesl následující den list Budweiser Zeitung.
S pomníkem byly problémy už při jeho přípravě, když německá část městského výboru odhlasovala příspěvek na stavbu pomníku přes protesty české části. Potíže, jako poškozování pomníku nebo šarvátky u něj, pokračovaly i později, protože Němci pořádali u Josefa II. okázalé oslavy.
Pomník stál v parku do 28. října 1918, kdy jistý Jan Březina bustu Josefa II. strhl a hodil ji do Mlýnské stoky. Městský zahradník Josef Sobischek pak bustu vylovil a uschoval. Příslušné části parku se do té doby říkalo Josefský park, po stržení zničení pomníku Besední park (podle protější budovy Besedy českobudějovické).
Podstavec zůstal na svém místě až do roku 1926. Uvažovalo se sice o jeho využití pro pomník obětem první světové války, ale nakonec ho od města odkoupil kamenický mistr Václav Hára, dodavatel hřbitovních náhrobků. V roce 1958 byl na stejné místo naproti fontáně instalován pomník Mateřství od sochaře Františka Mrázka (1912–2002).
V roce 2017 vyzvalo Jihočeské muzeum v Českých Budějovicích pedagogy a studenty Střední uměleckoprůmyslové školy svaté Anežky České v Českém Krumlově, aby pro výstavní projekt „První světová válka – léta zkázy a bolesti“ vytvořili repliku pomníku.